# Câble à huile
Les câbles à huile sont un type de câbles à haute tension ayant de l'huile sous pression à l'intérieur. Ils sont utilisés depuis les années 1930 dans le transport de l'énergie électrique pour des tensions d'exploitation de 100 kV à 500 kV en tant que câbles souterrains, en premier lieu dans les zones urbaines,,.
Ces câbles sont de moins en moins utilisés. Ils peuvent être à l'origine de pollutions aux métaux lourds, au plomb, aux substances organiques, aux hydrocarbures aromatiques, aux revêtements bitumineux, aux goudrons ou aux PCB.